# 敬和学園高等学校
敬和学園高等学校（けいわがくえんこうとうがっこう）は、新潟県新潟市北区太夫浜にあるキリスト教系の私立高等学校。

## 概要
1968年（昭和43年）、プロテスタントの一教派である日本基督教団立キリスト教学校として開校。
初代校長は太田俊雄。太田が考案した敬神愛人に基づき個人を大切しながらキリスト教に基づく人格教育、全人教育を行っている。また、国際交流が活発であり、交換留学、太田が開始して以来続いているアメリカ海外教室、短期留学などを実施している。
制服は時代によってデザインに変遷があるものの、男女共通の灰色を基調としたブレザーを指定している。
なお、制服は2018年度から少しデザインを変更した。

## 沿革
- 1963年（昭和38年） - 新潟県の新潟開港100周年記念事業の一環として誘致を受け、新潟キリスト教主義高等学校設立準備委員会発足
- 1967年（昭和42年） - 学校法人敬和学園設立
- 1968年（昭和43年） - 日本基督教団立キリスト教学校として開校
- 1970年（昭和45年） - 全校礼拝会場を体育館に変更。第1回フェスティヴァル開催
- 1977年（昭和52年） - 創立10周年記念式典挙行
- 1982年（昭和57年） - 校舎増改修完成、新校舎を「黎明館」と命名
- 1987年（昭和62年） - 創立20周年記念式典挙行
- 1991年（平成3年） - 敬和学園大学開学
- 1995年（平成7年） - 阪神・淡路大震災の被災地にボランティアを派遣
- 1998年（平成10年） - チャペル完成、以後チャペルにおいて全校礼拝を行う。創立30周年記念式典挙行
- 2007年（平成19年） - 新ホール「友愛館」完成。創立40周年記念式典挙行

## 校歌
- 校歌は全部で3番あり、島崎光正、大中恩が作詞・作曲している。
- 上記の校歌のほかに、2007年（平成19年）、創立40周年を記念して北島万紀子作詞、大中恩作曲の『敬和学園賛歌』が披露された。

## 学園生活
全校礼拝
- 開校時から実施。当初は寮付属の食堂「旧ランチホール」で行っていたが、その後体育館で、1998年（平成11年）のチャペル竣工以降はチャペルで行っている。教職員または生徒有志が説教をする。毎週木曜日には献金がなされ、国内外の奉仕事業・団体に寄付している。

設置学科
- 普通科（全日制）
  - 少人数教育を採用。
  - 国数英は実力別の3クラス対応。
  - 英語教育を重視しつつ、2年次以降は必修科目を除き個人の進路に合わせて科目を選択する個人選択制を導入している。
  - 汗を流し共に無償の労働をすることで奉仕の心を培う労作を実施している。敷地内には農作業を体験する労作畑がある。毎年5月には全校生徒が学年別に奉仕活動を行う全校労作を実施している。
  - 毎週1回、必修科目として聖書を学ぶ時間を設けている。

学園行事
- フェスティバル

毎年6月上旬に実施される敬和学園高校最大行事。このために生徒たちは長い時間をかけて準備する。2日間に渡って行われ、1日目は文化祭、2日目は体育祭に該当する。2日目の終盤には全校生徒が参加するオリジナルのフォークダンスも披露される。
- 修養会

修学旅行に該当する。他の学校とは異なり全学年が参加することが特徴。かつて行先として韓国の戦争と女性の人権博物館やナヌムの家、安重根義士記念館などが検討された。
- 讃美歌発表会

クリスマス礼拝と同時に行われる。全クラスが課題曲と自由曲を披露する。
- 卒業礼拝・卒業生を送る会

卒業式は卒業礼拝として行われる。後半の卒業生を送る会は在校生が準備したものを披露し、最後は全員でのハレルヤ大合唱を披露する。
課外活動
- 部活動

体育系：アーチェリー部、ラグビー部、柔道部など。
文化系：器楽部、声楽部・男子声楽部「シュビドゥヴァーズ」など。
寮
- 全生徒の約4分の1が居住。労作と共に敬和教育の両輪を担う。

## 特色・校風・逸話
- 毎朝チャペルでは全校礼拝が行われるほか、聖書の授業が週に1回行われている。
- 毎週水曜日に、教職員と有志の生徒による祈祷会が行われている。
- 修学旅行はなく、代わりに各学年がそれぞれ活動する「修養会」が行われている。
- 2006年（平成18年）、バレー部がビーチバレージャパンジュニアで3位になっている。
- クラスの呼称は数字ではなく、「磐梯」、「弥彦」、「浅間」、「月山」、「富士」、「蔵王」など15クラス全てが日本各地の山の名称を用いている。かつては「若橅」、「尾瀬」、「六甲」クラスがあった。

|                 | 1学年                              | 2学年                              | 3学年                              |
| --------------- | ---------------------------------- | ---------------------------------- | ---------------------------------- |
| 創立 - 1970年   | 飯豊、妙高、弥彦                   | 浅間、穂高、白馬                   | 富士、霧島、大雪                   |
| 1971年          | 飯豊、妙高、苗場、弥彦             | 浅間、穂高、白馬                   | 富士、霧島、大雪                   |
| 1972年 - 1976年 | 飯豊、妙高、苗場、弥彦             | 浅間、鳥海、穂高、白馬             | 富士、霧島、大雪、蔵王             |
| 1976年 - 1978年 | 磐梯、飯豊、妙高、苗場、弥彦       | 浅間、鳥海、月山、穂高、白馬       | 富士、霧島、大雪、蔵王             |
| 1978年 -1998年  | 磐梯、飯豊、妙高、苗場、弥彦       | 浅間、鳥海、月山、穂高、白馬       | 富士、霧島、大雪、雲仙、蔵王       |
| 1998年 -1999年  | 磐梯、飯豊、妙高、苗場、若橅、弥彦 | 浅間、鳥海、月山、穂高、尾瀬、白馬 | 富士、霧島、大雪、雲仙、蔵王       |
| 1999年 - 2021年 | 磐梯、飯豊、妙高、苗場、若橅、弥彦 | 浅間、鳥海、月山、穂高、尾瀬、白馬 | 富士、霧島、六甲、大雪、雲仙、蔵王 |
| 2022年          | 磐梯、飯豊、妙高、苗場、弥彦       | 浅間、鳥海、月山、穂高、白馬       | 富士、霧島、六甲、大雪、雲仙、蔵王 |
| 2023年 -        | 磐梯、飯豊、妙高、苗場、弥彦       | 浅間、鳥海、月山、穂高、白馬       | 富士、霧島、大雪、雲仙、蔵王       |

- 初代太田校長は、当初「寮」を『人間教育』の場であるということを踏まえて「塾」という名称にしようと検討していたが、周囲の反対に遭い頓挫した。
- 当初、太田校長主催で行われていた「海外教室」であったが、1969年（昭和44年）、太田校長の病気療養のため一時中断される。1982年（昭和57年）、ホームステイ形式で復活した。
- 地元のJ1プロサッカークラブ・アルビレックス新潟のホーム戦の際、器楽部JAZZHORNETSが不定期にビックスワンカナールステージ上で応援演奏をしていた。

## 歴代校長
- 初代：太田俊雄（1968年（昭和43年）〜 1984年（昭和59年））
- 2代：ジョン・A・モス（1984年（昭和59年）〜 1990年（平成2年））
- 3代：榎本栄次（1990年（平成2年）〜 2003年（平成15年））
- 4代：小西二巳夫（2003年（平成15年）〜 2018年（平成30年））
- 5代：中塚詠子（2018年（平成30年）〜2021年（令和3年））
- 6代：小田中肇（2021年（令和3年）〜現在

## 著名な卒業生
- 笛田博昭 - テノール歌手
- 羽田雄一郎 - 立憲民主党所属参議院議員
- RAN - 漫画家
- 鈴木雅久 - イラストレーター
- 柳下容子 - 元NFLチアリーダー
- 笹川美和 - 歌手
- こいしさとし - 漫画家
- 大倉直 - ノンフィクション作家
- 高山侑子 - 女優、ファッションモデル
- 馬場ふみか - モデル、女優
- 久住和永 - プロスキーヤー 1992年アルベールビル冬季オリンピック日本代表
- 鏡味味千代 - 太神楽師

## 交通アクセス
公共交通
- 新潟交通 E2 空港・松浜線、芋黒 芋黒線 「敬和学園高校前」バス停から徒歩すぐ
  - 前者は新潟駅万代口発着で、E25系統（新潟駅前 - 松浜 - 新潟医療福祉大学）およびE26系統（新潟駅前 - 松浜 - 太郎代浜）が利用可能。
  - 後者は豊栄駅北口発着で、豊栄駅北口 - 尾山ニュータウン - 新潟医療福祉大学の経路。土日・祝日・年末年始は全便運休。

※いずれも2019年3月改正時点での情報[1]。

スクールバス
- 2020年（令和2年）現在、7台のスクールバスが、新潟駅Ⅰ（直行便）・新潟駅Ⅱ・小針・新潟市役所・安田・新発田駅・豊栄駅（直行便）の7コースで登校時と下校時に運行している[2]。なお、下校時は登校時とコースが多少変わり、行事やテスト期間などで時刻変更や一斉下校になる場合がある。